# Denzil Franco
Denzil Franco (Saligao, 30 giugno 1986) è un ex calciatore indiano, di ruolo difensore.

## Dopo il ritiro
Conclusa la carriera da calciatore si occupa del commento tecnico delle partite di calcio indiano per Star Sports.

## Statistiche

### Presenze e reti nei club
| Stagione        | Club               | Campionato      | Campionato | Campionato | Coppe nazionali | Coppe nazionali | Coppe nazionali | Coppe continentali | Coppe continentali | Coppe continentali | Supercoppe | Supercoppe | Supercoppe | Totale | Totale |
| Stagione        | Club               | Comp            | Pres       | Reti       | Comp            | Pres            | Reti            | Comp               | Pres               | Reti               | Comp       | Pres       | Reti       | Pres   | Reti   |
| --------------- | ------------------ | --------------- | ---------- | ---------- | --------------- | --------------- | --------------- | ------------------ | ------------------ | ------------------ | ---------- | ---------- | ---------- | ------ | ------ |
| 2016            | Goa                | ISL             | 0          | 0          | -               | -               | -               | -                  | -                  | -                  | -          | -          | -          | 0      | 0      |
| gen.-apr. 2017  | Churchill Brothers | IL              | 0          | 0          | FC              | 0               | 0               | -                  | -                  | -                  | -          | -          | -          | 0      | 0      |
| Totale Carriera | Totale Carriera    | Totale Carriera | 0          | 0          |                 | 0               | 0               |                    | -                  | -                  |            | -          | -          | 0      | 0      |

### Cronologia presenze e reti in nazionale
| Cronologia completa delle presenze e delle reti in nazionale ― India | Cronologia completa delle presenze e delle reti in nazionale ― India | Cronologia completa delle presenze e delle reti in nazionale ― India | Cronologia completa delle presenze e delle reti in nazionale ― India | Cronologia completa delle presenze e delle reti in nazionale ― India | Cronologia completa delle presenze e delle reti in nazionale ― India | Cronologia completa delle presenze e delle reti in nazionale ― India | Cronologia completa delle presenze e delle reti in nazionale ― India |
| Data                                                                 | Città                                                                | In casa                                                              | Risultato                                                            | Ospiti                                                               | Competizione                                                         | Reti                                                                 | Note                                                                 |
| -------------------------------------------------------------------- | -------------------------------------------------------------------- | -------------------------------------------------------------------- | -------------------------------------------------------------------- | -------------------------------------------------------------------- | -------------------------------------------------------------------- | -------------------------------------------------------------------- | -------------------------------------------------------------------- |
| 17-2-2010                                                            | Colombo                                                              | India                                                                | 1 – 2                                                                | Kirghizistan                                                         | AFC Challenge Cup 2010 - 1º turno                                    | 1                                                                    | 75’                                                                  |
| 19-2-2010                                                            | Colombo                                                              | Turkmenistan                                                         | 1 – 0                                                                | India                                                                | AFC Challenge Cup 2010 - 1º turno                                    | -                                                                    |                                                                      |
| 21-2-2010                                                            | Colombo                                                              | India                                                                | 0 – 3                                                                | Corea del Nord                                                       | AFC Challenge Cup 2010 - 1º turno                                    | -                                                                    |                                                                      |
| 23-3-2011                                                            | Kuala Lumpur                                                         | Pakistan                                                             | 1 – 3                                                                | India                                                                | AFC Challenge Cup 2011 - 1º turno                                    | -                                                                    | 46’                                                                  |
| 25-3-2011                                                            | Kuala Lumpur                                                         | Turkmenistan                                                         | 1 – 1                                                                | India                                                                | AFC Challenge Cup 2011 - 1º turno                                    | -                                                                    |                                                                      |
| 25-8-2012                                                            | Nuova Delhi                                                          | India                                                                | 3 – 0                                                                | Maldive                                                              | Nehru Cup 2012 - 1º turno                                            | -                                                                    | 90’ 90+1’                                                            |
| 28-8-2012                                                            | Nuova Delhi                                                          | India                                                                | 0 – 0                                                                | Nepal                                                                | Nehru Cup 2012 - 1º turno                                            | -                                                                    |                                                                      |
| 31-8-2012                                                            | Nuova Delhi                                                          | India                                                                | 0 – 1                                                                | Camerun                                                              | Nehru Cup 2012 - 1º turno                                            | -                                                                    |                                                                      |
| 2-9-2012                                                             | Nuova Delhi                                                          | Camerun                                                              | 2 – 2 dts (4 – 5 dtr)                                                | India                                                                | Nehru Cup 2012 - Finale                                              | -                                                                    | 90+3’                                                                |
| 6-2-2013                                                             | Kochi                                                                | India                                                                | 2 – 4                                                                | Palestina                                                            | Amichevole                                                           | -                                                                    |                                                                      |
| 4-3-2013                                                             | Yangon                                                               | Guam                                                                 | 0 – 4                                                                | India                                                                | AFC Challenge Cup 2013 - 1º turno                                    | -                                                                    |                                                                      |
| 6-3-2013                                                             | Yangon                                                               | Birmania                                                             | 1 – 0                                                                | India                                                                | AFC Challenge Cup 2013 - 1º turno                                    | -                                                                    | 62’                                                                  |
| 15-11-2013                                                           | Siliguri                                                             | India                                                                | 1 – 1                                                                | Filippine                                                            | Amichevole                                                           | -                                                                    |                                                                      |
| 19-11-2013                                                           | Siliguri                                                             | India                                                                | 2 – 0                                                                | Nepal                                                                | Amichevole                                                           | -                                                                    | 75’                                                                  |
| 5-3-2014                                                             | Margao                                                               | India                                                                | 2 – 2                                                                | Bangladesh                                                           | Amichevole                                                           | -                                                                    |                                                                      |
| Totale                                                               |                                                                      | Presenze                                                             | 15                                                                   |                                                                      | Reti                                                                 | 1                                                                    |                                                                      |

## Palmarès

### Club

#### Competizioni nazionali
- Indian Super League: 1

Atlético de Kolkata: 2014

### Nazionale
- Nehru Cup: 1

2012